# Vardapet

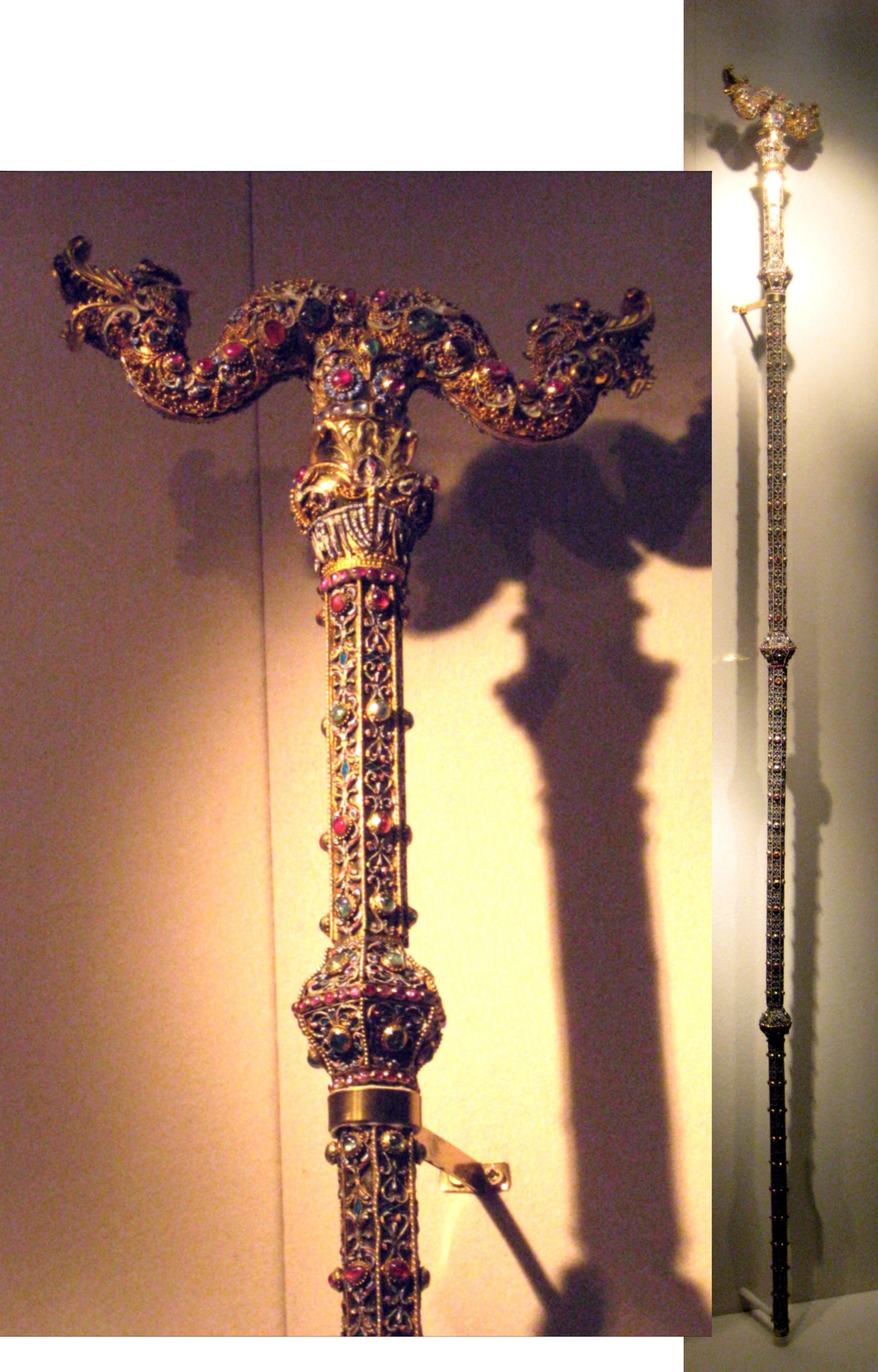
Un pastorale del vardapet con un serpente a due teste in alto, risalente al primo quarto del XIX secolo, conservato al Museo statale di storia di Mosca.

Un vardapet (in armeno վարդապետ?) o vartabed è un titolo dato agli ieromonaci altamente istruiti nella Chiesa apostolica armena e al clero vedovo e celibe. Può essere generalmente tradotto in italiano con dottore, monaco-dottore, archimandrita, dottore in teologia e teologo.

## Storia

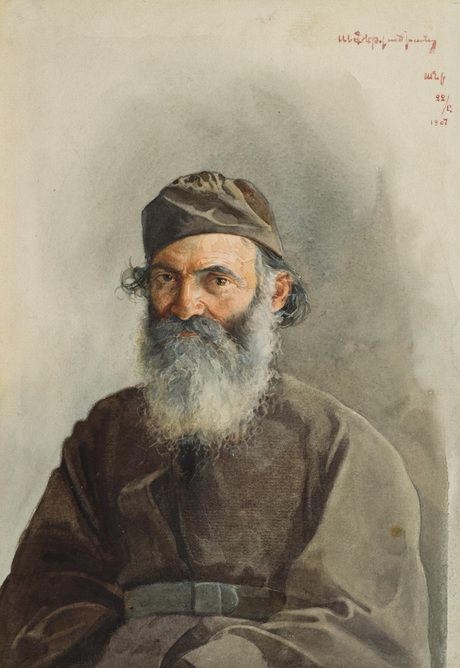
Ritratto di un vardapet di nome Mikayel di Arshak Fetvadjian (1909).

Il termine vardapet, che nell'armeno classico aveva il significato primario di "maestro" è stato utilizzato nella Chiesa armena fin dai primi albori. Mesrop Mashtots, il creatore dell'alfabeto armeno, è considerato il primo grande vardapet. Un vardapet ha il diritto di interpretare le Scritture, predicare e, soprattutto, insegnare. Il bastone di un vardapet (il gavazan) è un simbolo del suo ufficio. Il titolo di vardapet richiede un'ordinazione speciale e non è detenuto da tutti i sacerdoti armeni di alto rango; non tutti i vescovi e patriarchi armeni raggiungono il grado di vardapet.
La Chiesa armena ha quattordici gradi di vardapet, concessi ai sacerdoti celibi che hanno completato un'istruzione speciale e hanno presentato una tesi. I primi quattro gradi di vardapet sono chiamati masnavor vardapetut’yun (gradi particolari o minori), mentre i restanti dieci sono chiamati tsayraguyn vardapetut’yun (superiori). L'ordinazione dei nuovi vardapet era precedentemente condotta dai tsayraguyn vardapet, ma oggi è effettuata esclusivamente dai vescovi. I canoni del vardapet furono registrati dal giurista e teologo medievale Mkhitar Gosh, mentre Gregorio di Tatev stabilì i quattordici gradi di vardapet e le regole per la loro concessione, che sono tutt'oggi utilizzati dalla Chiesa armena. Mkhitar Gosh scrive che un chierico poteva ricevere il titolo di vardapet solo dopo l'esame da parte di un gruppo di due o tre vardapet. Le orazioni presentate dagli aspiranti vardapet presso l'Università medievale di Gladzor sono state conservate in alcuni manoscritti armeni e trattano particolari temi filosofici e teologici.

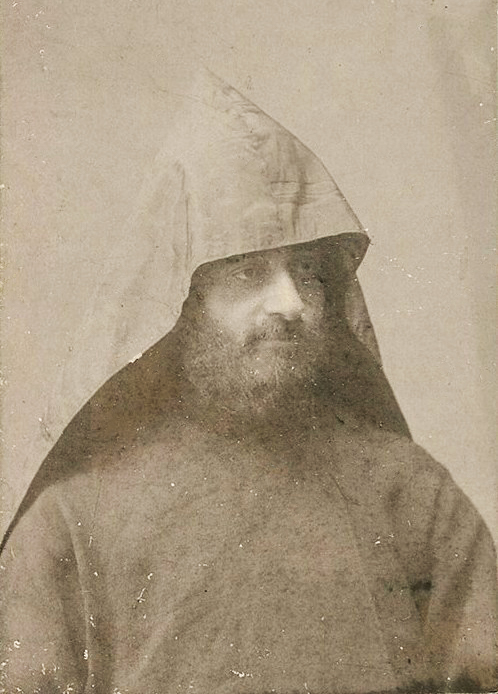
Komitas, uno dei vardapet più famosi, indossa il cappuccio del sacerdote armeno (veghar).

Il termine erkotasan vardapetk’, dodici vardapet, si riferisce ai primi dodici grandi capi ecclesiastici venerati nella Chiesa armena: Ieroteo il Tesmoteta, Dionigi l'Areopagita, Silvestro I, Atanasio di Alessandria, Cirillo di Gerusalemme, Efrem il Siro, Basilio di Cesarea, Gregorio di Nissa, Gregorio Nazianzeno, Epifanio di Salamina, Giovanni Crisostomo e Cirillo d' Alessandria. Un certo numero di importanti autori armeni cristiani sono raggruppati sotto il nome t’argmanich’ vardapetk, ossia "interpreti vardapet": Mesrop Mashtots, Eliseo l'Armeno, Mosè di Corene, David l'Invincibile, Gregorio di Narek, Narsete il Grazioso, Giovanni di Odzun, Giovanni Orotnetsi e Gregorio di Tatev.